# Cilurnum
Cilurnum o Cilurvum era un forte sul Vallo di Adriano, menzionato nella Notitia Dignitatum. 

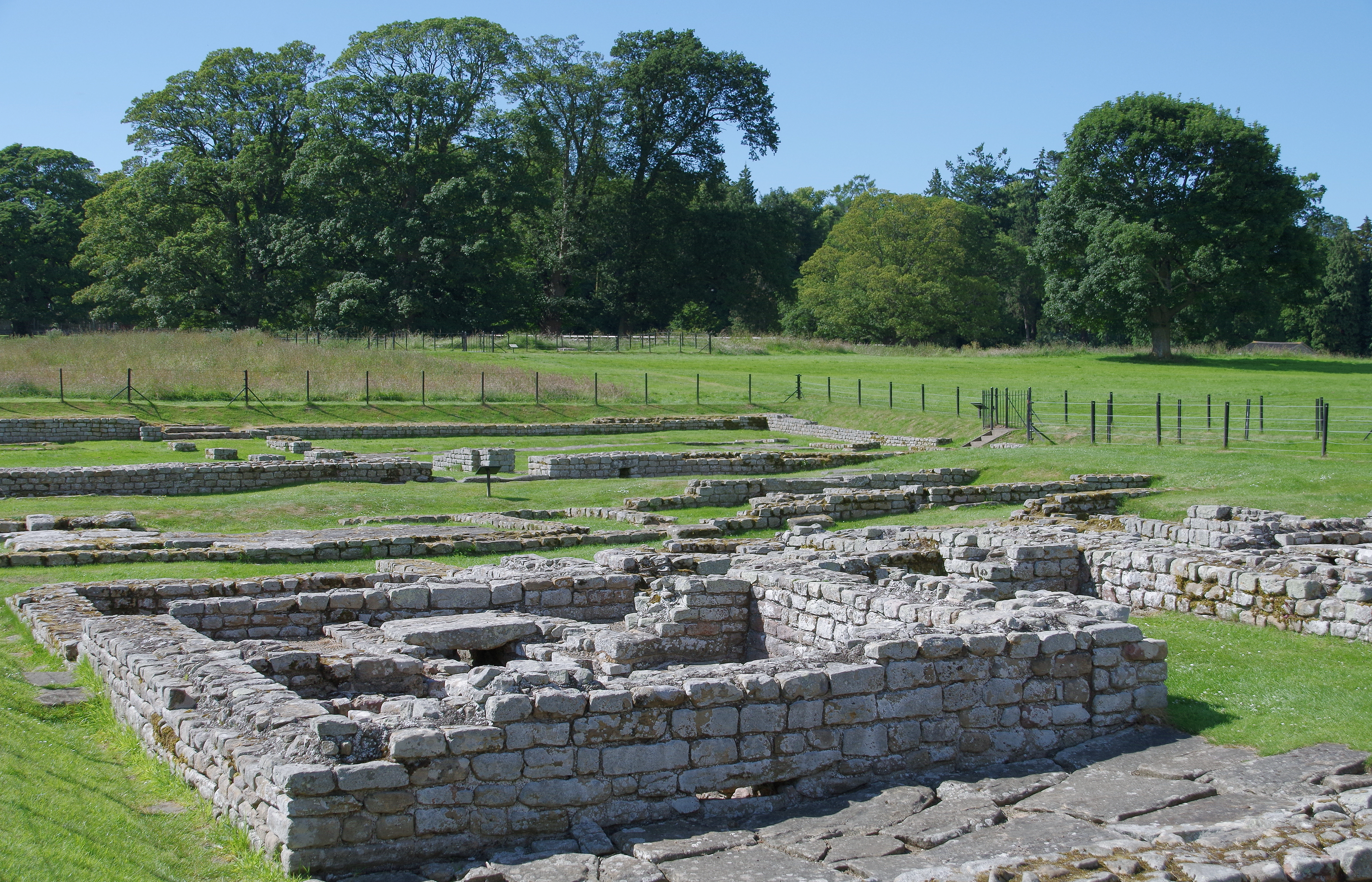
Rovine di Cilurnum, vicino Chesters

Viene identificato con quello rinvenuto a Chesters (noto anche come Walwick Chesters per distinguerlo da altri siti denominati Chesters nelle vicinanze), nei pressi del villaggio di Walwick, in Northumberland, Inghilterra. 
Questo fu costruito nel 123, subito dopo il completamento del muro ed è considerato uno dei forti per la cavalleria romana meglio conservati lungo il Vallo di Adriano. Nel sito si trovano un museo e resti di abitazioni.
Il forte era a guardia a un ponte sul fiume Tyne, di cui restano i pilastri, che portava alla strada militare dietro il Vallo.
Dapprima, come attestato da un'iscrizione di dedica alla dea Disciplina, il forte ospitò un'ala di cavalleria denominata Augusta e serviva come punto di partenza per incursioni di rappresaglia in territorio barbarico a nord del Vallo. Adriano incoraggiò il culto della dea Disciplina tra le legioni di stanza al Vallo.
In seguito, come mostrano altre iscrizioni, ospitò truppe di fanteria: la prima coorte di Dalmati e la prima coorte di Vangioni, provenienti dall'alta Renania.